# Morsleben
Morsleben este o comună în Sachsen-Anhalt, Germania